# Hazet

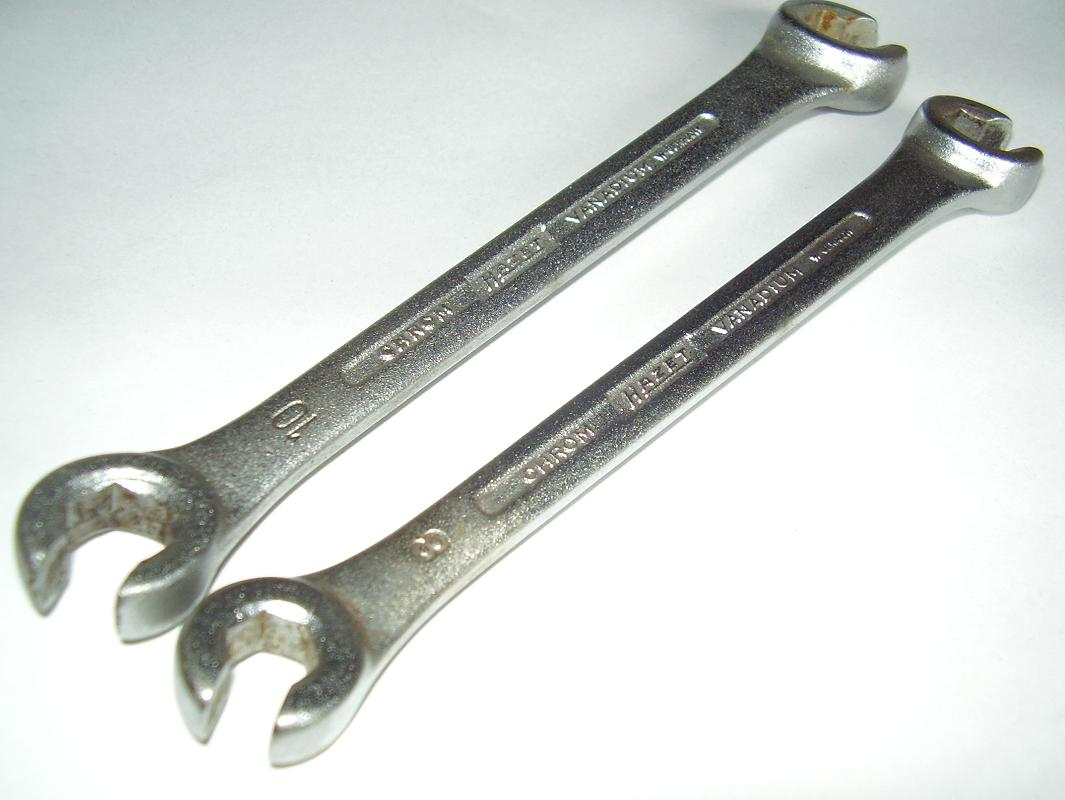
Blocknycklar från Hazet

Hazet är en firma, som tillverkar verktyg.  Den är belägen i Remscheid, Nordrhein-Westfalen, Tyskland. Företaget grundades av Hermann Zerver 1868 och fick sitt namn från grundarens initialer Ha = H (på tyska) och Zet = Z (på tyska).